# David McTaggart

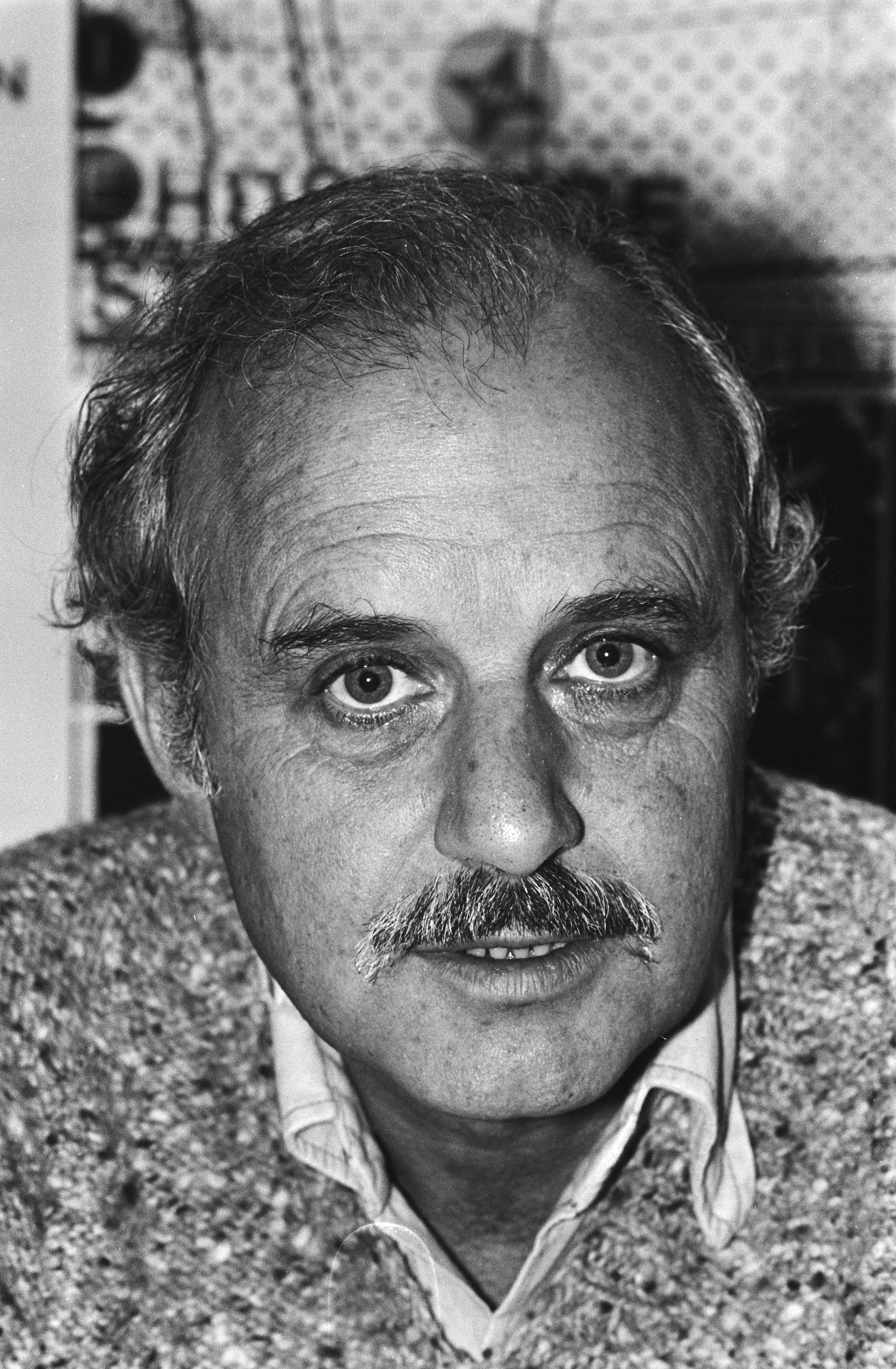
David McTaggart (1981)

David Fraser McTaggart, född den 24 juni 1932, död den 23 mars 2001, var en kanadensiskfödd miljöaktivist som deltog i grundandet av Greenpeace. Han har också varit badmintonspelare på elitnivå och bland annat vunnit tre kanadensiska mästerskap i badminton (i singel).